# Лејк Качам (Вашингтон)
Лејк Качам (енгл. Lake Ketchum) насељено је место без административног статуса у америчкој савезној држави Вашингтон.

## Демографија
По попису из 2010. године број становника је 930, што је 243 (-20,7%) становника мање него 2000. године.
| Група             | 2000.         | 2010.       |
| Белци             | 1.103 (94,0%) | 854 (91,8%) |
| Афроамериканци    | 2 (0,2%)      | 4 (0,4%)    |
| Азијати           | 4 (0,3%)      | 14 (1,5%)   |
| Хиспаноамериканци | 41 (3,5%)     | 17 (1,8%)   |
| Укупно            | 1.173         | 930         |